# Karl Buresch

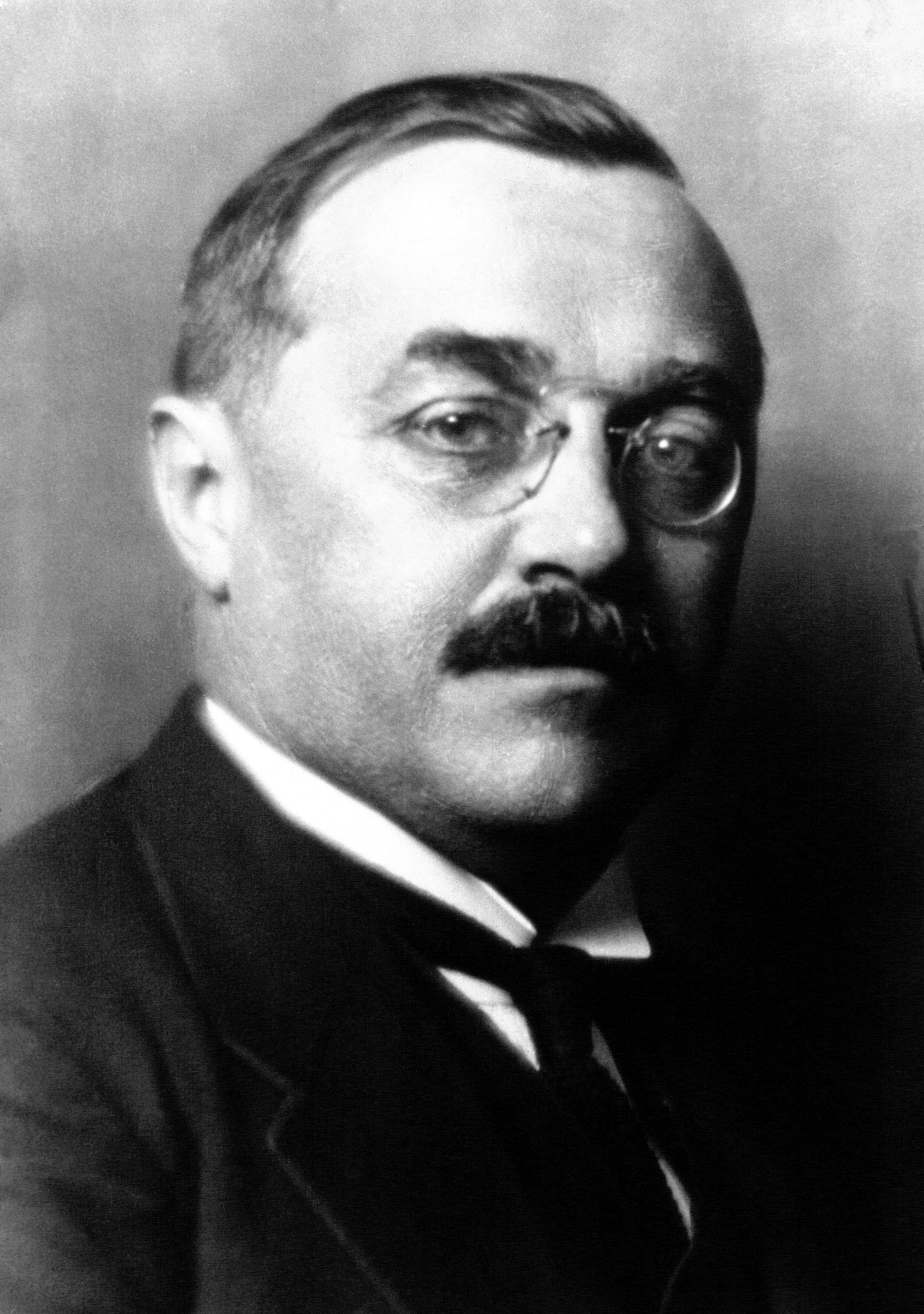
Karl Buresch, 1932

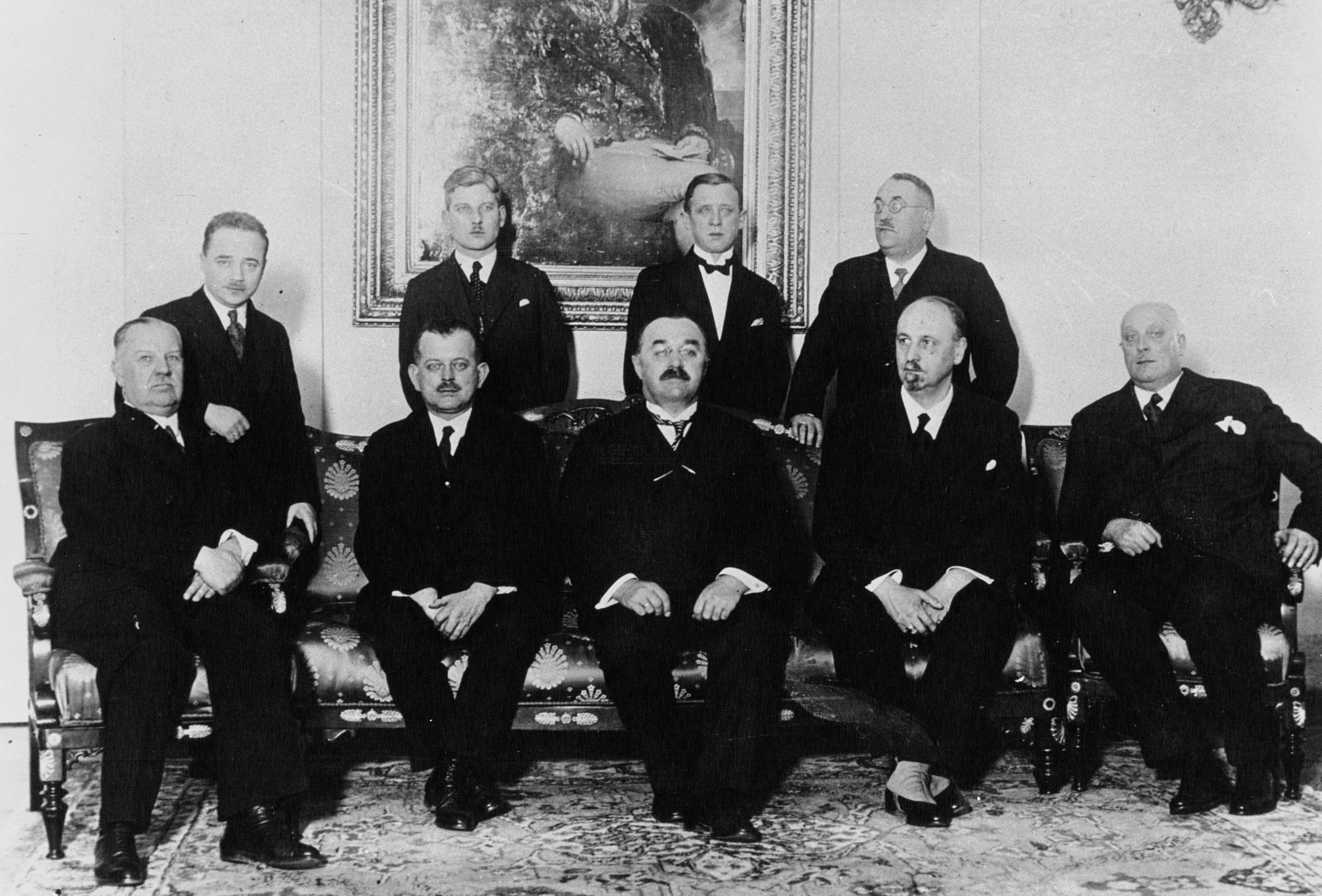
Das Kabinett Buresch 1932

Karl Buresch (* 12. Oktober 1878 in Groß-Enzersdorf, Niederösterreich; † 16. September 1936 in Wien) war ein österreichischer Jurist und christlichsozialer Politiker. Von 1931 bis 1932 war er Bundeskanzler der Republik Österreich.

## Leben
Der Sohn eines Kaufmanns musste infolge des frühen Todes seines Vaters sein Studium durch Nachhilfestunden mitfinanzieren. Nach einer Konzipientenzeit bei einem Wiener Rechtsanwalt war Buresch als Anwalt in seiner Heimatgemeinde tätig, wurde als Mitglied der Christlichsozialen Partei 1909 in den Gemeinderat gewählt und war 1916–1919 Bürgermeister von Groß-Enzersdorf. 1919 wurde Buresch in die konstituierende Nationalversammlung gewählt, 1920 bis 1924 war er Abgeordneter zum Nationalrat.
Im Sommer 1922 wurde Buresch nach dem Rücktritt von Johann Mayer Landeshauptmann von Niederösterreich. Er hatte diese Funktion bis zu seiner Ernennung zum Bundeskanzler im Juni 1931 inne, sowie auch vom Mai 1932 bis zum Mai 1933.
1928 vertrat er beim Aufmarsch der Heimwehr und des Schutzbundes in Wiener Neustadt gegen das Interesse vom Bürgermeister Anton Ofenböck für ein generelles Verbot in Übereinstimmung mit dem Bundeskanzler Ignaz Seipel einerseits das Interesse der Heimwehr für einen Aufmarsch und genehmigte weiters den zeitlich und örtlich getrennten Aufmarsch des Republikanischen Schutzbundes, was mit einem massiven Aufgebot von Gendarmerie und Militär ohne Gewalt verlief.
In Niederösterreich bestand bis 1934 eine Zusammenarbeit mit den Sozialdemokraten. Das Verhältnis Bureschs zu seinem sozialdemokratischen Stellvertreter Oskar Helmer wird geradezu als herzlich beschrieben. Besonders in der Periode von 1929 bis 30 näherte sich Buresch allerdings politisch den Heimwehren. Im Zusammenhang mit den autoritären Tendenzen der Zeit dürfte es stehen, dass Buresch 1932 als Bundeskanzler eine Kampagne zur Wiedereinführung der Todesstrafe über den Weg einer Volksabstimmung startete. Er scheiterte jedoch am Widerstand der Sozialdemokraten und der noch unzensierten liberalen und linken Presse.
Der Name Buresch wurde im Zusammenhang mit einer Reihe von Finanzskandalen der Ersten Republik genannt. Die Niederösterreichische Bauernbank, zu deren Gründungsmitgliedern Buresch 1920 zählte, geriet im Jahr 1924 durch die Beteiligung an der fehlgeschlagenen Spekulationswelle gegen den französischen Franc in ernsthafte Schwierigkeiten und musste letztlich mit der auch schon geschwächten Centralbank der deutschen Sparkassen fusioniert werden. Im Oktober 1926 gab es in diesem Zusammenhang eine Pressekampagne gegen Buresch, die auch Vorwürfe persönlicher Bereicherung umfasste.
Am Höhepunkt der Weltwirtschaftskrise und inmitten der im Mai 1931 aufgebrochenen Katastrophe der Creditanstalt wurde Karl Buresch nach dem Scheitern der zunächst betrauten Politiker Otto Ender und Ignaz Seipel mit der Regierungsbildung betraut. Seine Regierung galt als Übergangskabinett. Die Krise der Creditanstalt, massive Zahlungsbilanzprobleme und die schwierige Lage der ÖBB beschäftigten das Kabinett und wurden mit Ad-hoc-Maßnahmen bekämpft. Dazu kamen noch innenpolitische Probleme, etwa der so genannte Pfrimer-Putsch eines steirischen Heimwehrführers im September 1931 und die wachsende Agitation der Nationalsozialisten. Die Weigerung Bureschs, sich zu einem explizit „deutschen Kurs“ zu bekennen, führte schließlich zum Bruch des Bündnisses mit den Großdeutschen, und zum Minderheitskabinett Buresch II, das als noch schwächer (und als möglicher Übergang zu einer Diktatur Ignaz Seipels) angesehen wurde. Der Rücktritt der Regierung Buresch II Anfang Mai 1932 erfolgte unter dem Eindruck der Landtagswahlen in Wien, Niederösterreich und Salzburg am 24. April 1932, die Gewinne der Nationalsozialisten, leichte Verluste der Sozialdemokraten und schwere Verluste der bürgerlichen Parteien mit sich gebracht hatten.
Nach elfmonatiger Kanzlerschaft kehrte Buresch auf seinen Posten als Landeshauptmann zurück und versuchte auch hier, relativ glücklos, den autoritären Zeittendenzen Rechnung zu tragen. Bureschs Konsenspolitik ging nun eher in Richtung der Nationalsozialisten als der Sozialdemokraten. Als Finanzminister im autoritären Staat (1933–35) konnte Buresch einige finanzpolitische Erfolge erzielen – etwa mit der Trefferanleihe von 1933. Die Stabilität der Währung wurde aber durch hohe Arbeitslosigkeit erkauft.
Auch im Zusammenhang mit dem so genannten Newag-Skandal von 1932 wurde der Name Buresch (1925 bis 1933 Präsident des Verwaltungsrates dieser Elektrizitätswirtschafts-AG) genannt. Buresch geriet auch 1933 als Finanzminister durch seinen Vergleich mit dem Spekulanten Siegmund Bosel, der der Postsparkasse seit den 1920er Jahren etwa 100 Millionen Schilling schuldete, ins Gerede, und wurde im Zusammenhang mit dem Phönix-Skandal 1936 als „Nehmer“ genannt.
Bureschs letzte Funktion war jene des Gouverneurs der österreichischen Postsparkasse (ab Januar 1936). Sie war bis zu seinem Tod vom Phönix-Skandal und von der Affäre Bosel überschattet, die nun wieder gerichtsanhängig wurde. Sein plötzlicher Tod wurde vielfach mit den daraus resultierenden Depressionen in Verbindung gebracht. Bundespressechef Eduard Ludwig sprach in seinen Memoiren von einer Überdosis an Beruhigungsmitteln.
Buresch war Mitglied der K.H.V. Welfia Klosterneuburg, damals im CV, heute im ÖCV.